# Filip Derkoski
Filip Derkoski (en macédonien : Филип Деркоски), né le 29 décembre 2000 à Skopje (Macédoine), est un nageur macédonien, spécialiste de la nage libre.

## Carrière
Filip Derkoski débute la natation à l’âge de six ans, encouragé par ses parents, au sein du club SWC Orion à Skopje, sous la supervision de l'entraineur Jane Karajovanov.
Il participe aux Jeux olympiques de Tokyo en 2021, sur le 400 mètres nage libre. Bien qu’il ne parvienne pas à se qualifier pour la finale, il établit un nouveau record personnel avec un chrono de 4 min 3 s 34, améliorant son précédent temps de 76 centièmes. Cette performance lui rapporte 739 points au classement World Aquatics, constituant alors le meilleur résultat jamais atteint pour un nageur macédonien.

## Palmarès

### Jeux olympiques
| Édition    | Épreuve                         |
| Édition    | 400 m nage libre                |
| Tokyo 2020 | 36e 4e de sa série 4 min 3 s 34 |

### Championnats du monde
| Édition      | Épreuve                         | Épreuve                          |
| Édition      | 400 m nage libre                | 800 m nage libre                 |
| Gwangju 2019 | 45e 5e de sa série 4 min 7 s 99 | 38e 8e de sa série 8 min 35 s 54 |

### Championnats d'Europe
| Édition       | Épreuve                          | Épreuve                         |
| Édition       | 200 m nage libre                 | 400 m nage libre                |
| Budapest 2020 | 69e 3e de sa série 1 min 55 s 67 | 46e 7e de sa série 4 min 4 s 10 |